# Automeris dognini
Automeris dognini är en fjärilsart som beskrevs av Lemaire 1966. Automeris dognini ingår i släktet Automeris och familjen påfågelsspinnare. Inga underarter finns listade i Catalogue of Life.